# Maillas
 Maillas  (en occitano Malhàs) es una población y comuna francesa, situada en la región de Aquitania, departamento de Landas, en el distrito de Mont-de-Marsan y cantón de Roquefort.

## Demografía
| 234 | 175 | 162 | 127 | 122 | 102 |
| Para los censos de 1962 a 1999 la población legal corresponde a la población sin duplicidades (Fuente: INSEE [Consultar]) |     |     |     |     |     |